# 1. liga 1995-1996
L'edizione 1995-96 del 1. liga vide la vittoria finale dello Slavia Praga.
Capocannoniere del torneo fu Radek Drulák (Petra Drnovice), con 22 reti.

## Avvenimenti
Alla seconda giornata di campionato lo Slovan Liberec si ritrova da solo in vetta al campionato. I biancazzurri resistono fino alla settima giornata quando vengono sorpassati dallo Sparta Praga: i praghesi, perdendo contro il Sigma Olomouc, si fanno raggiungere sia dal Sigma sia dalla Dynamo České Budějovice mentre vengono scavalcati dal Liberec. Sparta Praga, Slovan Liberec e Slavia Praga si alternano in testa alla graduatoria finché questi ultimi riescono ad accumulare un discreto vantaggio alla sedicesima giornata che li porta a vincere il campionato con 9 punti di vantaggio sul Sigma Olomouc, 17 sullo Jablonec e 21 sui rivali dello Sparta Praga.
Da registrare il 9-1 rifilato dallo Slavia Praga alla Slovácká Slavia Uherské Hradiště nella decima giornata. Brno-Drnovice 2-2 fa registrare l'affluenza maggiore con 26780 spettatori.

## Classifica finale
|     | Classifica           | G  | V  | N  | P  | GF | GS | Pt |
| --- | -------------------- | -- | -- | -- | -- | -- | -- | -- |
| 1.  | Slavia Praga         | 30 | 23 | 1  | 6  | 68 | 28 | 70 |
| 2.  | Sigma Olomouc        | 30 | 19 | 4  | 7  | 54 | 33 | 61 |
| 3.  | Jablonec             | 30 | 16 | 5  | 9  | 45 | 26 | 53 |
| 4.  | Sparta Praga         | 30 | 14 | 7  | 9  | 56 | 35 | 49 |
| 5.  | Petra Drnovice       | 30 | 14 | 6  | 10 | 53 | 40 | 48 |
| 6.  | Kaučuk Opava         | 30 | 13 | 7  | 10 | 40 | 34 | 46 |
| 7.  | Slovan Liberec       | 30 | 12 | 8  | 10 | 34 | 30 | 44 |
| 8.  | Boby Brno            | 30 | 12 | 7  | 11 | 39 | 42 | 43 |
| 9.  | Viktoria Plzeň       | 30 | 11 | 6  | 13 | 33 | 34 | 39 |
| 10. | Viktoria Žižkov      | 30 | 9  | 10 | 11 | 38 | 43 | 37 |
| 11. | České Budějovice JCE | 30 | 10 | 7  | 13 | 35 | 47 | 37 |
| 12. | Baník Ostrava        | 30 | 10 | 5  | 15 | 35 | 47 | 35 |
| 13. | Union Cheb           | 30 | 8  | 9  | 13 | 35 | 47 | 33 |
| 14. | Hradec Králové       | 30 | 8  | 5  | 17 | 28 | 46 | 29 |
| 15. | Svit Zlín            | 30 | 6  | 9  | 15 | 17 | 38 | 27 |
| 16. | Slovácká             | 30 | 3  | 8  | 19 | 19 | 65 | 17 |

### Verdetti
- Slavia Praga Campione della Repubblica Ceca 1995-96.
- Svit Zlín e Slovácká Slavia Uherské Hradiště retrocesse in 2. liga.
- Union Cheb si sciolse al termine della stagione.

## Statistiche e record

### Capoliste solitarie
- Dalla 2ª alla 6ª giornata:  Slovan Liberec
- 7ª giornata:  Sparta Praga
- 8ª giornata:  Slovan Liberec
- 9ª giornata:  Sparta Praga
- 11ª giornata:  Slavia Praga
- 12ª giornata:  Slovan Liberec
- 14ª alla 30ª giornata:  Slavia Praga

### Record
- Maggior numero di vittorie:  Slavia Praga (23)
- Minor numero di sconfitte:  Slavia Praga (6)
- Migliore attacco:  Slavia Praga (68 gol fatti)
- Miglior difesa:  Jablonec (26 gol subiti)
- Miglior differenza reti:  Slavia Praga (+40)
- Maggior numero di pareggi:  Viktoria Žižkov (10)
- Minor numero di pareggi:  Slavia Praga (1)
- Minor numero di vittorie:  Slovácká (3)
- Maggior numero di sconfitte:  Slovácká (19)
- Peggiore attacco:  Svit Zlín (17 gol fatti)
- Peggior difesa:  Slovácká (65 gol subiti)
- Peggior differenza reti:  Slovácká (-46)